# Vittorio Munari
Vittorio Remigio Munari (Bassano del Grappa, 1º ottobre 1951) è un ex rugbista a 15, allenatore di rugby a 15, dirigente sportivo, giornalista e telecronista sportivo italiano.

## Biografia
Figlio di un impiegato del catasto, il padre, e di un'insegnante elementare, la madre, si avvicinò allo sport praticando prima il calcio, venendo scartato a causa della sua corporatura minuta, poi il canottaggio ed infine il rugby.
Appassionato di viaggi, oltre che di rugby, gestì per anni un'agenzia turistica a Padova in via XX settembre, la Appaloosa Tour Srl.
È sposato con Daniela, con la quale ha due figli adottivi.
Periodicamente Munari viene invitato da aziende, istituti di credito ed enti pubblici a tenere conferenze sul gioco di squadra, sulla componente motivazionale, sulla gestione delle risorse umane e sulla leadership.

### Giocatore, allenatore e dirigente
Iniziò a giocare a rugby nella società Excelsior di Padova, passando successivamente alle giovanili del Petrarca. Col Petrarca Rugby ricoprì i ruoli di mediano di mischia e mediano di apertura diventando un punto fermo della formazione "Riserve", la seconda squadra petrarchina. Nella stagione di serie A 1972-73 vinse lo scudetto con il XV padovano allenato da Memo Geremia. Per due stagioni vestì anche la maglia del Casale, in provincia di Treviso, di cui fu capitano per due stagioni di serie A. Terminata l'esperienza a Casale, rientrò al Petrarca dove concluse la carriera agonistica nel 1980.
Alla fine degli anni settanta iniziò anche il suo pellegrinaggio nei "templi" del rugby mondiale, cominciando a tessere una fitta rete di conoscenze internazionali. Collezionò una raccolta di testi dedicati al rugby, tutt'oggi unica in Italia, e nel 1980 immaginò e redasse il periodico Petrarca Rugby News.
Iniziò ad allenare nella nuova società del Rubano Rugby e nell'estate del 1984, a soli 33 anni, Memo Geremia lo volle allenatore del Petrarca, con il quale conquistò tre scudetti consecutivi tra il 1984 e il 1987, diventando il più giovane allenatore italiano di sempre a vincere il campionato nazionale. Con lui arrivò a Padova, tra gli altri, David Campese, considerato uno dei più grandi giocatori di tutti i tempi. Nel 1993 fu C.T. della selezione "Resto del mondo" in occasione della partita di addio dell'apertura sudafricana Naas Botha disputatasi a Pretoria; esperienza ripetuta nel 1997 a Sydney, in occasione dell'ultimo match di David Campese. Nel 1993 venne chiamato dall'allora segretario generale dell'International Rugby Board, Keith Rowlands, a far parte dell'organismo internazionale incaricato di proporre la prima serie di modifiche al regolamento del gioco del rugby. Dieci anni dopo, nel 1997 tornò per due stagioni sulla panchina petrarchina portando la squadra a disputare in entrambe le occasioni la finale scudetto 1997-98 e 1998-99.
Dal 1992 al 1998 rivestì vari incarichi all'interno del Petrarca, dal ruolo di general manager a quello di amministratore delegato del club. In particolare, dal 1995 diventò, su espresso desiderio di Geremia, il punto di riferimento della Società padovana, della quale fu anche consigliere delegato, incarico che mantenne per cinque anni. Fu inoltre consigliere della Federazione Italiana Rugby dal 1987 al 1996.
Nel 2002 venne invitato a ricoprire la carica di direttore generale del Benetton, incarico che mantenne fino al giugno 2014. In tale periodo, il Benetton militante in Super 10, il massimo campionato italiano, raggiunse in tutte le occasioni la finale scudetto, vincendo sei volte il titolo nazionale. Ha inoltre vinto due edizioni della Coppa Italia e due della Supercoppa. In particolare, nella stagione 2009-10, il Treviso si aggiudicò tutte e tre le competizioni nazionali. Dopo altre quattro stagioni nelle quali la squadra fu impegnata in Celtic League/Pro12, concluse l'esperienza trevigiana al termine della stagione 2013-14.
Dopo una breve parentesi nel 2014-15, nel 2019 tornò al Petrarca Rugby coi ruoli di direttore generale e consigliere delegato.

### Giornalista sportivo
Dal 1989 è anche una delle voci televisive più emblematiche del rugby in Italia. Ha scritto per La Gazzetta dello Sport, il Giornale, Corriere della Sera, Il Gazzettino e commentato incontri per Telecapodistria, Telepiù, Rai, Sky Italia e Discovery Italia.
Storicamente in coppia con Antonio Raimondi, dal 2010 al 2021 è stato al commento tecnico delle partite del Sei Nazioni prima su Sky Sport, poi dal 2014 su DMAX (in simulcast con Nove) e Motor Trend nel 2021. Ha commentato sei edizioni della Coppa del Mondo di rugby trasmesse da Tele+/Sky, inclusa la finale della Coppa del Mondo 1995 tra Sudafrica e Nuova Zelanda, portata poi sugli schermi dal film Invictus - L'invincibile diretto da Clint Eastwood. Nel 2020, in occasione delle Giochi olimpici di Tokyo, ha commentato le partite dei tornei maschile e femminile di rugby a 7 sull'emittente Eurosport.
Il suo stile di commento è conosciuto ed apprezzato per la capacità di unire conoscenza tecnica a metafore ed espressioni colorite ed umoristiche, i così detti Munarismi.

## Palmarès

### Giocatore
- Campionati italiani: 1
Petrarca: 1972-73

### Allenatore
- Campionati italiani: 3
Petrarca: 1984-85, 1985-86, 1986-87